# 루트 베가 페르난데스
루트 베가 페르난데스(Ruth Vega Fernandez, 1977년 4월 12일 ~ )는 스웨덴의 배우이다. 스페인 혈통을 갖고 있다.

## 출연 작품
- 아레스 (2016)
- 젠틀맨 (2014)
- 요한 포크 - 코드네임 리사 (2013)
- 콜 걸 (2012)
- 키스 미 (2011)
- 디 아웃로스 (2009)
- 뱀파이어 (2008)